# Mara Santangelo
Mara Santangelo, född 28 juni 1981 i Latina, Italien, är en italiensk högerhänt professionell tennisspelare med störst framgångar i dubbel.

## Tenniskarriären
Mara Santangelo blev professionell WTA-spelare 1998. Hon har till november 2007 vunnit en WTA-singeltitel och 6 titlar i ITF-arrangerade turneringar. Hon rankades som bäst i singel som nummer 27 (juli 2007). I dubbel har hon vunnit 6 WTA- och 13 ITF-titlar och rankades som bäst som nummer 5 (september 2007). Hon har hittills spelat in $1 411 331 i prispengar. 
Sin första WTA-titel i singel vann Santangelo 2006 i Bangalore i Indien genom finalseger över Jelena Kostanić med 3-6, 7-6, 6-3. Hon hade dessförinnan vunnit en dubbeltitel på touren (Hasselt tillsammans med Jennifer Russel).
Säsongen 2007 är Mara Santangelos hittills bästa. Även om hon har nått framskjutna turneringsplaceringar i singel, bland annat final i Bangalore och turneringsvinster över spelare som Nadia Petrova och Jelena Janković, är det som dubbelspelare hon haft störst framgångar. Under 2007 vann Santangelo fem titlar med olika partners. Den förnämsta titeln vann hon i Franska öppna tillsammans med Alicia Molik genom finalseger över Katarina Srebotnik/Ai Sugiyama med 7-6, 6-4. Med Nathalie Dechy vann hon också dubbeltiteln i Italienska öppna i Rom.
Mara Santangelo deltog i det italienska Fed Cup-laget 2005-2007. Hon har spelat 8 matcher och vunnit 4 av dem. Hon deltog också i olympiska sommarspelen 2008.

## Spelaren och personen
Mara Santangelo bor och tränar i Rom. Hon tränas av Giampaolo Coppo. Hon började spela tennis som 9-åring. Hon har utvecklat en god allmän teknik men är särskilt förtjust i volley. 
Vid sidan av tennisen gillar hon att spela volleyboll, simma och löpning. Bland tennisspelare har hon som förebild Martina Navratilova. 

## Grand Slam-titlar
- Franska öppna
  - Dubbel - 2007 (med Alicia Molik)

## Övriga WTA-titlar
- Singel
  - 2006 - Bangalore
- Dubbel
  - 2007 - Pattaya City (med Nicole Pratt), Amelia Island (med Katarina Srebotnik), Italienska öppna (med Nathalie Dechy), New Haven (med Sania Mirza)
  - 2004 - Hasselt (med Jennifer Russell)